# MSC Lirica (schip, 2003)
De MSC Lirica is een cruiseschip van MSC Crociere. De MSC Lirica is het eerste nieuwgebouwde schip voor MSC Cruises. Voor minder beweging heeft de MSC Lirica stabilisatoren.